# Segunda División Peruana 1912
La Segunda División Peruana 1912, denominada como «I Campeonato de Segunda División de la Liga Peruana de Football 1912», fue la 1.ª edición de la Segunda División del Perú y la 1.ª edición realizada por la ADFP. Participaron doce equipos de Lima y Callao bajo el sistema de todos contra todos en dos ruedas.
En febrero de 1912, los dirigentes del Miraflores Sporting Club, enviaron invitaciones a las distintas instituciones deportivas futbolísticas de la ciudad de Lima, Callao y de los balnearios adyacentes a la ciudad (Miraflores, Barranco, Chorrillos, etc.). 
La idea fue crear una organización que abarque a todos los equipos y clubes practicantes del fútbol y se realicen torneos oficiales,
Se realizó una primera asamblea el día 15 de febrero del 1912, donde asistieron presidentes y delegados de diferentes asociaciones y clubes y en dicha reunión se creó la Liga Peruana de Fútbol. 
Para el día 27 de febrero  del 1912, se volvió a enviar más invitaciones y así confirmar su participación en el torneo de la Liga, donde aumentó el número de clubes y ante este buen suceso se creó dos categorías, una de las cuales fue la Segunda División.
La Segunda División de la Liga Peruana inicialmente estaba integrada por clubes de la capital, en cantidad de 8 clubes pero antes del inicio del torneo aumentó a 12 clubes y posteriormente con el tiempo se incorporó a los clubes chalacos.
La Segunda División de la Liga Peruana de Futbol, existió hasta 1921.
El Club Atlético Grau Nº1 de Lima, fue el Campeón del Torneo al final de la competencia, obteniendo el Ascenso al Campeonato Peruano de Fútbol de 1913 conjuntamente con el Unión Miraflores y Atlético Peruano del Rímac, quienes obtuvieron el segundo y tercer lugar del Torneo respectivamente.
Las informaciones deportivas de los diarios de la época son pocas.

## Equipos integrantes
- Atlético Grau Nº1 de Lima - Campeón y Asciende a 1.ª División de 1913
- Unión Miraflores de Miraflores - Subcampeón y Asciende a 1.ª División de 1913
- Atlético Peruano del Rímac  - Asciende a 1.ª División de 1913
- Sporting Lima de Lima
- Sport Libertad Barranco de Barranco
- Sport Magdalena de Magdalena
- Miraflores F.B.C. de Miraflores
- Sport Independencia de Barranco
- Carlos Tenaud N.º 1 de Lima
- Carlos Tenaud N.º 2 de Lima
- Sport Progreso del Rímac
- Jorge Chávez N° 2 del Callao

| Predecesora: Ninguna | Segunda División del Perú 1912 | Sucesora: 1913 |